# Südpazifische Zyklonsaison
Die Südpazifische Zyklonsaison dauert vom 1. November bis zum 30. April. Maßgeblich sind tropische Wirbelstürme im südpazifischen Becken zwischen 160° O und 120° W. 
- Südpazifische Zyklonsaison 1994–1995
- Südpazifische Zyklonsaison 2011–2012
- Südpazifische Zyklonsaison 2012–2013
- Südpazifische Zyklonsaison 2013–2014
- Südpazifische Zyklonsaison 2014–2015